# Abdelaziz Benjelloun (juriste)
Pour les articles homonymes, voir Abdelaziz Benjelloun et Benjelloun.
Abdelaziz Benjelloun (en arabe عبد العزيز بنجلون), né en 1940 à Fès, est un juriste marocain. Professeur de droit à l'Université Mohammed-V de Rabat, il a été président du Conseil constitutionnel.

## Biographie
Abdelaziz Benjelloun naît en 1940 à Fès. Il étudie au Collège Moulay-Idriss puis au lycée mixte de Fès avant de poursuivre ses études supérieures à la Faculté de droit de Grenoble ; il obtient un doctorat en droit public[réf. nécessaire].
Professeur assistant de droit privé de 1964 à 1967, maître de conférences de 1967 à 1972, il devient professeur de droit à partir de 1972 à l'université Mohammed-V[réf. nécessaire].
Le 8 juin 1999, il est nommé président du Conseil constitutionnel par le roi Hassan II,,.

## Ouvrages
"Droit administratif",,.